# ساندي ستون
ساندي ستون (بالإنجليزية: Sandy Stone)‏ هي كاتِبة أمريكية، ولدت في 1936 في نيويورك في الولايات المتحدة.

## وصلات خارجية
- ساندي ستون على موقع IMDb (الإنجليزية)